# Morciano di Leuca
Morciano di Leuca község (comune) Olaszország Puglia régiójában, Lecce megyében.

## Fekvése
A Salentói-félsziget déli részén fekszik a Santa Maria di Leuca-fok közelében.

## Története
A település első írásos említése a 9. századból származik. Valószínűleg a szaracén kalózok által elpusztított szomszédos Vereto lakosai alapították. A következő századokban nemesi birtok volt. 1806-ban a Nápolyi Királyságban felszámolták a feudalizmust és Patù része lett. 1838-ban vált önálló községgé.

## Népessége
A népesség számának alakulása:

## Főbb látnivalói
- San Giovanni Elemosiniere-templom (16. század)
- Santa Maria del Carmine-templom (16. század)
- Madonna di Costantinopoli-templom (16. század)
- Castello Castromediano - Valentini - 14. századi erődített nemesi palota.
- Torre Vado - 14. századi tengerparti őrtorony.